# Montigny-le-Gannelon

Montigny-le-Gannelon este o comună în departamentul Eure-et-Loir, Franța. În 1 ianuarie 2018 avea o populație de 455 de locuitori.